# トーマス郡 (ジョージア州)

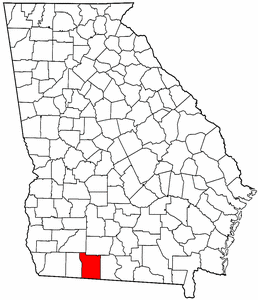
ジョージア州内の位置

トーマス郡（Thomas County） は、アメリカ合衆国ジョージア州にある郡である。人口は4万5798人（2020年）。郡庁所在地はトーマスビルである。

## 地理
アメリカ合衆国統計局によると、この郡は総面積1,430 km2 (552 mi2) である。このうち1,420 km2 (548 mi2) が陸地で10 km2 (4 mi2) が水地域である。総面積の0.68%が水地域となっている。

## 人口動勢
2000年国勢調査で、この郡は人口42,737人、16,309世帯、及び11,465家族が暮らしている。人口密度は30/km2 (78/mi2) である。13/km2 (33/mi2) の平均的な密度に18,285軒の住宅が建っている。この郡の人種的な構成は白人58.98%、アフリカン・アメリカン38.86%、先住民0.29%、アジア0.41%、太平洋諸島系0.06%、その他の人種0.54%、及び混血0.85%である。ここの人口の1.72%はヒスパニックまたはラテン系である。
この郡内の住民は27.10%が18歳未満の未成年、18歳以上24歳以下が8.10%、25歳以上44歳以下が28.20%、45歳以上64歳以下が22.90%、及び65歳以上が13.70%にわたっている。中央値年齢は36歳である。女性100人ごとに対して男性は88.90人である。18歳以上の女性100人ごとに対して男性は84.80人である。
この郡内の世帯ごとの平均的な収入は31,115米ドルであり、家族ごとの平均的な収入は39,239米ドルである。男性は28,395米ドルに対して女性は21,344米ドルの平均的な収入がある。この郡の一人当たりの収入 (per capita income) は16,211米ドルである。人口の17.40%及び家族の13.60%は貧困線以下である。全人口のうち18歳未満の21.90%及び65歳以上の19.30%は貧困線以下の生活を送っている。

## 都市及び町
- トーマスビル（郡庁所在地）
- ボストン
- Coolidge
- Ochlocknee